# Майкл Джордан
Майкл Джо́рдан (англ. Michael Jordan; нар. 17 лютого 1963) — американський баскетболіст, якого часто називають найкращим гравцем у баскетбол усіх часів та народів, багаторазовий переможець чемпіонату Національної баскетбольної асоціації в складі команди «Чикаго Буллз», дворазовий олімпійський чемпіон, відомий також як «Його повітряність».
Задрафтований під 3 номером командою «Чикаго Буллз» на драфті 1984 року. За результатами дебютного сезону здобув титул «Новачок року». До 1993 року виступав за «Чикаго Буллз». Після смерті батька в 1993 році певний час грав у бейсбол. 1995 року повернувся до баскетбольної кар'єри за клуб з Чикаго. 1998 року заявив про завершення кар'єри, але 2001-го знову повернувся в НБА і виступав за «Вашингтон Візардс». Останню гру в НБА Джордан зіграв 16 квітня 2003 року.
За свою кар'єру в НБА провів 1072 гри, його доробок за цей час становив 32292 очка, 6672 підбирання, 5633 результативні передачі, 2514 перехоплень та 893 блокшоти.
Олімпійським чемпіоном Джордан ставав 1984 року у статусі аматора та 1992-го в складі «Дрім тім» вже в статусі професіонала.
Джордан зіграв самого себе у фільмі «Космічний баскетбол» (1996). Навесні 2020 року вийшов документальний спортивний міні-серіал Останній танець, що розповідає про кар'єру Майкла Джордана під час фінального сезону із Чикаго Буллз.
У 2024 році був визнанний найбагатшим спортсменом світу зі статками 3,7 млрд доларів випередивши гольфіста Тайгера Вудса та футболіста Кріштіану Роналду.

## Життєпис

### Дитинство
Батьки Майкла, Джеймс Джордан та Делоріс Піплс, познайомилися 1956 року після баскетбольного матчу в місті Воллес (штат Північна Кароліна). Джеймс тоді служив у військово-повітряних силах США, а Делоріс навчалася в Університеті Таскігі. Незабаром вони побралися. Батьки Майкла були середнього зросту і не вирізнялися спортивною статурою.
Майкл Джордан народився 17 лютого 1963 року в Брукліні (Нью-Йорк), де його батько навчався в училищі компанії General Electric. Майкл був четвертим з п'яти дітей: у нього два старших брати, Ларрі та Джеймс-молодший, старша сестра Делоріс та молодша сестра Розлін. Незабаром після народження Майкла сім'я переїхала до Воллеса, де його батько працював оператором навантажувача на заводі, а мати була банківською службовицею. 1970 року Джордани переїхали до більшого міста Вілмінгтона, де виріс Джеймс. Батьки Майкла отримали підвищення на роботі: Джеймс став начальником цеху і керівником відділу обладнання на заводі, а Делоріс очолила в банку відділ зв'язків зі споживачами. Сім'я стала забезпеченою та змогла дозволити собі новий будинок на узбережжі. На відміну від всіх своїх братів та сестер, що після школи підробляли та допомагали батькам по господарству, Майкл був дуже лінивий, не хотів працювати й щосили ухилявся від домашніх обов'язків. У середній школі він не особливо старався, мав проблеми з дисципліною.
Джордан займався багатьма видами спорту, але найбільше любив бейсбол і мріяв у майбутньому стати професійним пітчером. У цьому виді спорту Майкл мав деякі успіхи на дитячому рівні — у 12 років він зі своєю командою дійшов до фіналу чемпіонату молодшої ліги, пізніше став чемпіоном штату і його визнали найкращим гравцем чемпіонату. Пізніше Майкл серйозно захопився баскетболом, найпопулярнішою грою серед місцевої чорношкірої молоді. Джордан не вирізнявся високим зростом та потужною статурою. Щоб компенсувати ці недоліки він тренував стрибок. Постійним партнером Майкла був його старший брат Ларрі, з яким вони часто грали один проти одного на майданчику за будинком.

### Старша школа Емслі Лейні
У дев'ятому класі Джордан вже був непоганим баскетболістом. Хоча йому все ще бракувало зросту (на літо 1978 року — 175 см), Майкл вирізнявся високою швидкістю і наполегливістю. Він намагався потрапити до баскетбольної команди старшої школи Емслі Лейні, але тренер, хоч і цінував ігрові якості Джордана, все ж волів формувати команду зі старших та дужчих хлопців. Непотрапляння в команду неабияк засмутило Майкла і, щоб показати тренерові його помилку, він став викладатися на повну силу на матчах молодшої шкільної команди. Граючи на позиції розігрувального захисника, Джордан демонстрував високий рівень гри і в середньому за гру набирав 28 очок. Усе наступне літо він посилено тренувався і виріс на 10 см. У десятому класі Майкл ще й встиг пограти за шкільну команду з американського футболу, брав участь в змаганнях з легкої атлетики, а також грав у бейсбол.
Хоча Майкл погано вчився в середній школі й навіть прогулював уроки, щоб пограти в баскетбол, у старшій школі він взявся за навчання і підвищив свій середній бал. Особливо добре йому давалася математика й інші точні науки.
В одинадцятому класі Майкла, який підріс до 186 см, нарешті взяли в шкільну баскетбольну команду, де під 45-м номером грав його брат Ларрі. Майкл узяв собі 23-й номер, пояснивши свій вибір бажанням стати хоча б наполовину таким хорошим спортсменом, як брат. Під цим номером він грав майже всю свою кар'єру. Зайнявши позицію важкого форварда, Джордан вдало вписався в команду й набирав у середньому 20,8 очка за гру. Він постійно працював над собою й тренувався щоранку перед школою. Під час першого сезону в шкільній команді Джордан був мало відомий серед селекціонерів і журналістів: він навіть не потрапив до списку 300 найперспективніших баскетболістів серед американських школярів 1980 року. Проте влітку того ж року він побував на зборах в Університеті Північної Кароліни в Чапел-Гілл і справив незабутнє враження на тренерський штаб університетської команди на чолі з Діном Смітом.
Після школи Майкл хотів вступити до Університету Каліфорнії (баскетбольна команда цього університету частіше за всіх вигравала чемпіонат NCAA), але звідти йому пропозицій не надходило. Джордана запрошували до себе університети Південної Кароліни і Меріленду, але найактивнішими були тренери Університету Північної Кароліни, які восени 1980 року приїхали до Джорданів, щоб умовити Майкла вибрати їхній заклад. Сім'ї Джорданів сподобався цей варіант, особливо враховуючи те, що до цього ж університету збиралася вступати й молодша сестра Майкла, Розлін. У листопаді 1980 року Майкл визначився з вибором і написав листа про наміри вступати до Університету Північної Кароліни в Чапел-Гілл.
Заздалегідь вирішивши питання з продовженням навчання, Джордан провів прекрасний останній сезон у шкільній лізі. У середньому за гру він робив трипл-дабл: набирав 29,2 очка, робив 11,6 підбирання і 10,1 передачі. Його команда завершила сезон з 19 перемогами і 4 поразками, хоча й не потрапила на чемпіонат штату. Самого Майкла запросили до Вашингтона для участі в матчі зірок американської шкільної ліги, у якому він зіграв дуже вдало, набравши 30 очок.

### Університет Північної Кароліни

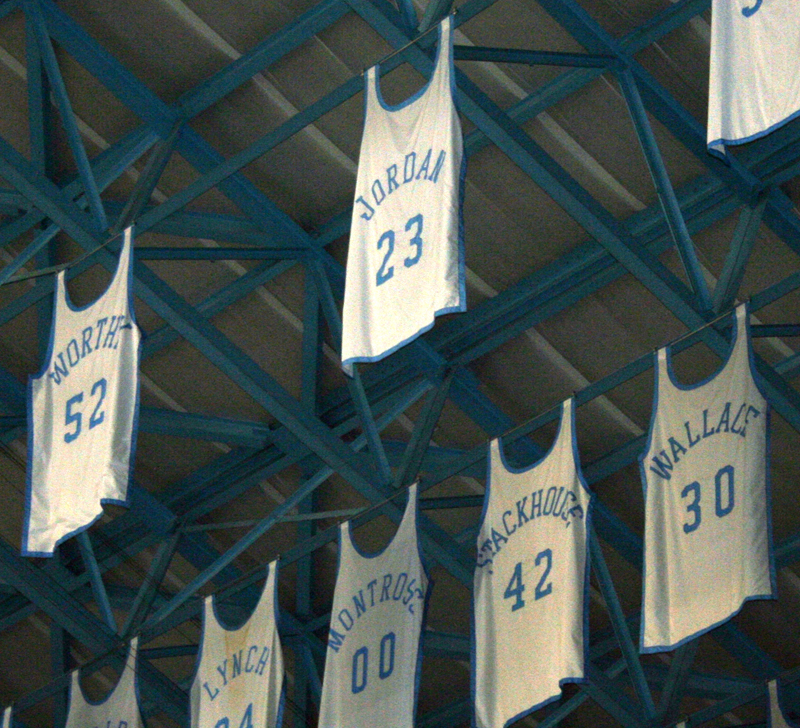
Майка Майкла Джордана під дахом Центр Діна Сміта

Влітку 1981 року Майкл Джордан вступив до університету Північної Кароліни, де йому призначили спортивну стипендію. Своїм основним предметом він вибрав географію культури. Сусідом Джордана по кімнаті був Базз Пітерсон, талановитий місцевий баскетболіст, якого Майкл добре знав за матчами шкільного чемпіонату.
Баскетбольна команда Університету Північної Кароліни, «Тар Гілс», під керівництвом тренера Діна Сміта, була однією з найсильніших у США. Вона шість разів грала у фіналі чотирьох студентського чемпіонату NCAA, а в сезоні 1980/81 досягнула фіналу чемпіонату. У команди був прекрасний склад, до якого окрім Джордана входили майбутні зірки НБА Сем Перкінс і Джеймс Ворті. Дін Сміт завжди робив ставку на командну гру, в якій навіть найзоряніший гравець мусив жертвувати власною індивідуальністю заради успіху команди.
На початках Джордан нервував у новому для себе оточенні, в команді, де його партнерами були гравці набагато вищого рівня порівняно зі школою. Сміт став награвати Майкла на позиції атакувального захисника з акцентом на оборону, що було незвичним для Джордана, звиклого бути націленим на атаку форвардом. Проте, Майклові дуже швидко вдалося призвичаїтись до нової для себе ролі, добре проявити себе в тренувальних іграх, і на початку сезону 1981/82 Сміт ввів Джордана до стартової п'ятірки.
Регулярний сезон 1981/82 «Тар Гілс» завершили на першому місці в конференції Атлантичного узбережжя з 32 перемогами та 2 поразками. Джордан в середньому за гру набирав 13,4 очка, і його визнали найкращим новачком конференції.
У півфіналі плей-офф студентського чемпіонату команда з Північної Кароліни обіграла сильну команду Університету Х'юстона, у складі якої вирізнялися Хакім Оладжувон та Клайд Дрекслер, і вийшла до фіналу, де в суперники їй дістався Джорджтаунський університет з потужним центровим Патріком Юінгом. Джордан став головним героєм фіналу, коли за рівної гри на останніх хвилинах матчу двічі виводив свою команду вперед, а останній його кидок у стрибку приніс Університету Північної Кароліни переможні очки й чемпіонський титул. Пізніше Джордан називав цей кидок поворотним у своїй баскетбольній кар'єрі.

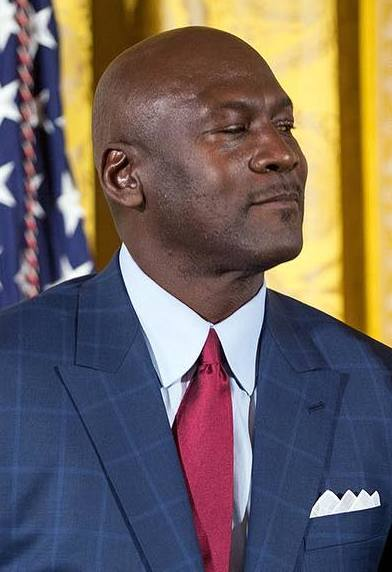
Майкл Джордан, 2016 рік

Впродовж трьох сезонів виступів за Університет Північної Кароліни Джордан у середньому за гру набирав по 17,7 очка, реалізуючи 54 відсотки кидків, і робив 5 підбирань. Майкла вибрали в першу збірну зірок NCCA All — American у перший (1983) і другий (1984) сезони. 1984 року Джордан здобув нагороду Нейсміта та звання Гравець Року, і за рік до закінчення навчання покинув університет Північної Кароліни, щоб взяти участь у драфті НБА 1984 року. Згодом Джордан повернувся в цей університет, і 1986 року здобув ступінь бакалавра з географії культури.

### Панамериканські ігри— 1983
Навчаючись у коледжі, Джордан увійшов до складу збірної США з баскетболу. На Панамериканських іграх 1983 року в Каракасі (Венесуела) збірну очолював тренер Джек Гартман (Університет Канзасу). Команда США, більше орієнтована на атаку, добре показала себе і в захисті: виграла всі 8 матчів і здобула золото на третіх Панамериканських іграх поспіль. Цим вона продовжила серію своїх перемог до 28 матчів. Разом з Джорданом за збірну виступали такі майбутні гравці НБА, як Марк Прайс, Кріс Маллін, Веймен Тісдейл і Сем Перкінс. На турнірі Джордан набирав у середньому 17,3 очка за гру й був найрезультативнішим гравцем команди. Збірна США виборола путівку на літні Олімпійські ігри 1984 року.

### Олімпійські ігри— 1984
На літніх Олімпійських іграх 1984 року в Лос-Анджелесі у складі команди США не було професіоналів з НБА, але й попри це її склад вражає — Майкл Джордан, Патрік Юінг, Кріс Маллін і Сем Перкінс. Джордан і Юінг були капітанами команди. У першому ж матчі групового турніру американці розгромили збірну Китаю з рахунком 97:49. В усіх 10 матчах було здобуто перемоги. Джордан став лідером команди за результативністю, набираючи в середньому 17,1 очка за гру, і його визнали найкращим гравцем олімпійського турніру.

### Драфт— 1984
19 червня 1984 року на драфті НБА Джордана під третім номером обрала команда «Чикаго Буллз», після Хакіма Оладжувона («Х'юстон Рокетс») і Сема Боуї («Портленд Трейл Блейзерс»). «Даллас Маверікс» під четвертим номером обрали Сема Перкінса, друга Джордана з команди Північної Кароліни. Команда «Філадельфія-76» під п'ятим номером обрала Чарльза Барклі. Оладжувон, Джордан і Барклі були серед дев'яти гравців, що не закінчивши коледж виставили свої кандидатури на драфті НБА. Драфт 1984 року визнано одним з найкращих в історії НБА. Четверо його учасників стали членами Баскетбольної зали слави, а сім гравців брали участь у Матчах всіх зірок. Водночас зазначають, що керівництво «Блейзерс» припустилось великої помилки, вибравши Сема Боуї замість Джордана. Майже всю кар'єру Боуї переслідували травми, і тому його вибір під таким високим номером вважають однією з найбільших невдач в історії драфтів НБА. Вибір на користь важкого форварда Боуї пояснюється тим, що в Портленді на позиції атакувального захисника вже грав перспективний Клайд Дрекслер, обраний на драфті 1983 року.

## Професійна кар'єра

### Перші роки (1984—1987)
У своєму першому сезоні в НБА Джордан виходив у стартовій п'ятірці, набираючи по 28,2 очка за гру за 51,5 відсотка реалізації кидків. Він швидко став улюбленцем уболівальників навіть на чужих аренах і вже через місяць своєї професійної кар'єри з'явився на обкладинці Sports Illustrated із заголовком «Зірка народилась». 1984 року Майкл Джордан уклав контракт з компанією Nike на рекламу баскетбольних кросівок. Спеціально для Майкла було розроблено чорно-червоні кросівки Air Jordan в кольорах уніформи «Чикаго Буллз». 18 жовтня НБА заборонила ці кросівки через агресивні кольори в оформленні і відсутність білого. Джордана штрафували на п'ять тисяч доларів за кожну гру в них, але він і далі грав у цьому взутті — фірма охоче оплачувала штрафи, використовуючи цей факт для просування кросівок. Вже в дебютному сезоні Джордана вибрали в стартову п'ятірку на Матч усіх зірок НБА. Це викликало незадоволення ветеранів Ліги на чолі з Айзеєю Томасомом — їх засмутила та кількість уваги, яку приділяли Майклові. Це призвело до так званого «виморожування» Джордана на майданчику, коли гравці відмовлялися віддавати йому м'яч упродовж усієї цієї гри. Джордан витримав цей тиск і за підсумками регулярного сезону здобув звання Новачок року НБА. У першому ж своєму сезоні Джордан став третім за результативністю в НБА і увійшов до другої п'ятірки найкращих гравців Асоціації. Багато в чому завдяки Майклові «Чикаго Буллз», попри 44 поразки при 38 перемогах, вийшли до плей-офф, чого їм не вдавалося впродовж трьох попередніх років. У першому раунді плей-офф Чикаго програли «Мілвокі Бакс» у чотирьох матчах.
Більшу частину другого сезону (64 гри) Джордан пропустив через травму ноги. Попри його травму і результат команди 30—52, «Буллз» знову вийшли до плей-офф. До того часу Майкл уже відновився і відмінно провів ігри на вибування. У другому матчі проти команди «Бостон Селтікс», склад якої зразка 1985/86 часто називають одним з найвидатніших в історії НБА, Джордан встановив досі непобитий рекорд за кількістю очок, набраних за гру в плей-офф, — 63. Попри прекрасну гру Майкла, «Селтікс» виграли серію.
Джордан повністю відновився перед сезоном 1986/87, під час якого став одним з найрезультативніших гравців в історії НБА. Він став другим гравцем в історії асоціації, після Вілта Чемберлейна, який набрав 3000 очок за сезон, набираючи в середньому 37 очок за гру і реалізуючи 48,2 відсотка кидків. Крім того, Майкл продемонстрував свої захисні навички, ставши першим гравцем в історії НБА, який зробив понад 200 перехоплень і 100 блокшотів за сезон. Попри ці досягнення, титул найціннішого гравця Ліги дістався Меджику Джонсону з «Лос-Анджелес Лейкерс». «Буллз» здобули 40 перемог і втретє підряд вийшли до плей-офф, проте знову програли «Бостон Селтікс» у першому раунді.

### Середина кар'єри: Детройтський бар'єр (1987—1990)
У сезоні 1987–88 Джордан знову очолив список найкращих бомбардирів Ліги, набираючи в середньому 35,0 очок за гру при 53,5 відсотка реалізації, і виборов свій перший титул MVP регулярного сезону. А ще він дістав звання Найкращого захисного гравця року, роблячи 1,6 блокшота і 3,16 перехоплення в середньому за гру. «Буллз» завершили сезон з показником 50–32 і вперше за кар’єру Джордана подолали перший раунд плей-офф, перемігши «Клівленд Кавальєрс» у п’яти іграх. Проте далі «Бики» у п’яти іграх програли досвідченішим «Детройт Пістонс» на чолі з Айзеєю Томасом, яких за атлетизм і грубу гру прозвали «Поганими хлопцями».
У сезоні 1988–89 Джордан знову очолив Лігу за результативністю, набираючи в середньому за гру 32,5 очка (53,8% кидків з гри), а також 8 підбирань та 8 передач. Під час сезону розігрувальний Чикаго Сем Вінсент мав проблеми з організацією гри в нападі, тож Даґ Коллінз поставив на його місце Джордана, що останньому не сподобалося. Утім, за ті 11 матчів, що Джордан грав на цій позиції, він зробив 10 трипл-даблів, а його показники в середньому за гру становили: 33,6 очок (51% реалізації), 11,4 підбирань, 10,8 передач, 2,9 перехоплень та 0,8 блок-шотів.
«Буллз» завершили сезон з показниками 47–35 і вийшли до фіналу Східної конференції, здолавши на своєму шляху «Кавальєрс» і «Нью-Йорк Нікс». Серія з «Кавальерс» запам'яталася тим, що у вирішальній п'ятій грі Джордан разом з сиреною забив переможний м'яч («The Shot») через Крейґа Ело. Однак у фіналі Східної конференції Пістонс знову перемогли «Буллз», цього разу в шести іграх. Вони застосували «правило Джордана» - щойно він торкався м'яча, його одразу починали опікати двоє або троє гравців. 
Сезон 1989–1990 років «Буллз» розпочали як команда, що набирає обертів. Її ядро становили Джордан і молоді гравці, що вдосконалювалися, як-от Скотті Піппен і Горас Грант, а новим тренером став Філ Джексон. 28 березня 1990 року Джордан набрав рекордні для себе 69 очок у виїзній перемозі над «Кавальєрс» з рахунком 117–113. Він набирав у середньому за гру 33,6 очки (52,6% реалізації), робив 6,9 підбирань і 6,3 передач, чим допоміг «Буллз» досягли показника 55–27 за сезон. Команда знову вийшла до фіналу Східної конференції, перемігши на шляху Бакс і Філадельфію-76. Цього разу серія тривала сім ігор, і третій сезон поспіль «Бики» поступились «Поршням».

### Перший три-піт (1990—1993)
У сезоні 1990—91 Джордан здобув свій другий титул MVP регулярного сезону, набираючи в середньому за гру 31,5 очка (53,9 відсотка реалізації), роблячи 6,0 підбирань і 5,5 передач. Уперше за 16 років «Буллз» завершили сезон на першому місці у своєму дивізіоні, здобувши рекордну для клубу 61 перемогу в регулярному сезоні. Скотті Піппен виріс до гравця рівня Матчу всіх зірок. У плей-офф Чикаго по черзі вибили з боротьби «Нью-Йорк Нікс» і «Філадельфію-76». Вони вийшли у фінал Східної конференції, де їм знову протистояв «Детройт Пістонс». Проте, цього разу, коли «Поршні» застосовували «правило Джордана», Майкл долав подвійну опіку тим, що скидав м'яч партнерам. Несподівано «Буллз» розгромили «Детройт Пістонс» у чотирьох матчах. Наприкінці четвертої і останньої гри серії Айзея Томас вивів свою команду з майданчика до завершення матчу. Більшість гравців «Пістонс» пройшли в роздягальню без традиційного рукостискання.
У плей-офф «Буллз» здобули рекордні 15 перемог і зазнали 2 поразок, і вперше у своїй історії вийшли до фіналу НБА, де розгромили «Лос-Анджелес Лейкерс» з рахунком 4:1. Найвідомішим моментом серії став епізод у другій грі, коли, перебуваючи в повітрі, Джордан, щоб уникнути блокшоту від Сема Перкінса, переклав м'яч з правої руки в ліву і заклав його в кошик. У своєму першому фіналі Джордан набирав по 31,2 очка в середньому за гру (56 % реалізації), роблячи 11,4 результативної передачі, 6,6 підбирання, 2,8 перехоплення і 1,4 блокшота. Джордан виграв свій перший титул найціннішого гравця фіналу НБА. Тримаючи кубок НБА, він плакав.
Джордан і «Буллз» домінували у сезоні 1991–92, встановивши рекорд за кількістю здобутих перемог (67:15), поліпшивши показник сезону 1990–91. Джордан виграв свій третій титул MVP поспіль, набираючи в середньому за гру 30,1 очка (52 % реалізації), роблячи 6,4 підбирання і 6,1 передачі. Вигравши в другому раунді плей-офф виснажливу серію з семи ігор проти «Нью-Йорк Нікс», Джордан і Ко у фіналі конференції обіграли «Клівленд Кавальєрс» в 6 іграх. У фіналі НБА на «Буллз» чекав Клайд Дрекслер і «Портленд Трейл Блейзерс». У передматчевій рекламі засоби масової інформації, сподіваючись на відновлення суперництва в дусі Меджик-Берд, відзначили схожість між «Його Повітряністю» Джорданом і «Ковзальним» Клайдом. У першій грі Джордан встановив рекорд фіналів за результативністю в першій половині матчу — 35 очок, зокрема забив рекордні шість триочкових. Після шостого триочкового він подивився в залу, знизуючи плечима. Марв Альберт, коментатор гри, пізніше ствердив, що Джордан мав такий вираз неначе казав: «Не можу повірити, що я це роблю». «Буллз» перемогли в першій грі, а потім виграли й серію з шести матчів. Другий рік поспіль Джордана визнано MVP Фіналу, він набирав у середньому за гру 35,8 очка (53 % реалізації), робив 4,8 підбирання і 6,5 передачі.
У сезоні 1992–93 Джордан набирав у середньому за гру 32,6 очка, 6,7 підбирання і 5,5 передачі, однак попри чудову статистику MVP регулярного сезону здобув його друг Чарльз Барклі. У фіналі НБА «Буллз» Джордана зустрілись саме з «Фінікс Санз» Барклі. «Бики» виграли третій чемпіонат НБА вирішальним кидком Джона Паксона і завдяки блокшоту Гораса Гранта на останніх секундах шостої гри. Джордан знову був каталізатором атак Чикаго. У іграх цієї серії він набирав у середньому по 41 очку, і став першим гравцем в історії НБА, який три роки поспіль здобував звання найціннішого гравця Фіналу.

### Олімпійські ігри— 1992
На Олімпійські ігри-1992 в Барселону разом з Майклом Джорданом поїхали Ларрі Берд, Меджик Джонсон, Чарльз Барклі, Кріс Маллін, Патрік Юінг, Клайд Дрекслер, Джон Стоктон та інші зірки НБА. Збірну США одразу ж охрестили Dream Team — «командою мрії», і, справді, такої команди ні до, ні після у світі більше не було. В усіх 8 проведених матчах американці неодмінно набирали понад сто очок, їхній тренер Чак Дейлі не взяв за увесь турнір жодного тайм-ауту, в чергу за автографами американців після матчів шикувалися не лише уболівальники, але й гравці команди-суперниці. Збірна Литви в півфіналі зазнала розгрому з рахунком 127:76, Хорватія у фіналі — 117:85. Майкл набирав по 12,7 очок в середньому за гру (четвертий за результативністю гравець команди) і виграв своє друге олімпійське золото. Джордан, Кріс Маллін і Патрік Юїнг стали єдиними баскетболістами збірної США, що здобули золоті олімпійські медалі і як професіонали, і як аматори (1984 рік). На церемонії нагородження американської баскетбольної збірної золотими медалями Олімпіади Майкл Джордан стояв на п'єдесталі, загорнувшись в американський прапор. Це було викликано не лише патріотичними почуттями, але й контрактом спортсмена з компанією Nike, адже на формі збірної стояв логотип Reebok.

### Азартні ігри
Під час плей-офф 1993 року, в ніч перед грою проти «Нью-Йорк Нікс», Джордана помітили за грою в казино Атлантик-Сіті. Того ж року він визнав, що програв в азартні ігри 57 000 доларів. Річард Ескінас написав книгу, у якій твердив, що виграв у Джордана в гольф 1,25 млн доларів. 2005 року Джордан розповів Бредлі у вечірньому шоу каналу CBS «60 хвилин» про свою залежність від азартних ігор і зізнався, що здійснював нерозважливі вчинки. Майкл заявив: «Так, я потрапляв у ситуації, яких не уникав, — я намагався вийти за межі можливого. Це манія? Так, але це залежить і від того, як ви на це подивитеся. Якщо ви готові поставити під загрозу життя своє і вашої сім'ї, тоді так». Коли Бредлі запитав його, чи сягала його пристрасть до азартних ігор рівня, коли під загрозою було його життя або життя сім'ї, Джордан відповів: «Ні».

### Перше завершення кар'єри

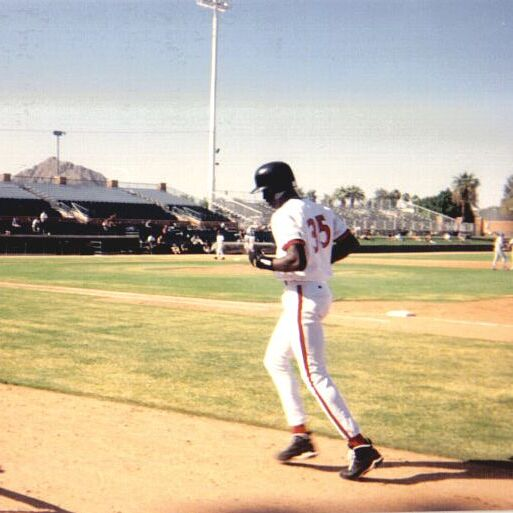
Майкл Джордан як гравець «Скоттсдейл Скорпіонз».

6 жовтня 1993 року Джордан оголосив про завершення кар'єри, пояснивши це втратою інтересу до баскетболу. Згодом Майкл заявив, що вбивство його батька три місяці перед тим теж вплинуло на це рішення. Джеймса Р. Джордана-старшого вбили 23 липня 1993 року в зоні для відпочинку на шосе в місті Ламбертон (Північна Кароліна). Це зробили двоє підлітків, Денієл Грін (англ. Daniel Green) і Ларрі Мартін Демері (англ. Larry Martin Demery). Поліція відстежила нападників за їхніми дзвінками з мобільного телефону Джеймса Джордана. Їх спіймали й засудили до довічного ув'язнення. У дитинстві Майкл мав тісні стосунки з батьком й навіть успадкував його схильність висовувати язик під час роботи. Згодом висунутий язик став його візитівкою, — він часто робив так, коли атакував кільце. 1996 року він заснував дитячий клуб «Chicago Boys & Girls» і присвятив його батькові.
В автобіографії «За любов до гри» 1998 року Джордан напише, що готувався до завершення кар'єри вже влітку 1992 року. Виснажений іграми за Dream Team на Олімпійських іграх 1992 року, Джордан втратив інтерес до гри, і його постійно турбував статус знаменитості. Заява Джордана шокувала НБА і з'явилася на перших шпальтах газет у всьому світі.
31 березня 1994 року Джордан здивував спортивний світ, підписавши договір з «Чикаго Вайт Сокс». Він заявив, що вирішив здійснити мрію свого покійного батька, який бачив свого сина гравцем бейсбольної ліги. Команда «Вайт Сокс» належала власникові «Буллз» Джері Райнсдорфу, який платив Джордану під час його бейсбольної кар'єри за контрактом НБА. Впродовж короткої професійної кар'єри у бейсболі Джордан виступав за «Бірмінгем Баронс» (фарм-команду «Чикаго Вайт Сокс»), а також 1994 року грав за «Скоттсдейл Скорпіонз». Середній відсоток відбиття у Джордана під час його виступів за «Бірмінгем Баронс» становив 20,2. Того ж року вийшли два напівдокументальні фільми «Michael Jordan's Playground» і «Come fly with me».

### Повернення в НБА (1995)
Сезон 1993–94 «Чикаго Буллз» за відсутності Джордана закінчили з показниками 55:27, програвши «Нью-Йорк Нікс» у другому раунді плей-офф. У сезоні 1994–95 «Буллз» були блідою тінню команди дворічної давнини. У середині сезону «Бики» боролися лише щоб потрапити до плей-офф, у середині березня показники команди були 31:31. Проте з поверненням Джордана в НБА команда переродилася.
18 березня 1995 року Джордан оголосив про своє повернення в НБА короткою заявою: «Я повернувся». Наступного дня Джордан одягнув майку з номером 45 (його номер у складі «Баронс»), позаяк 23-й номер вивели з обороту на його честь. У першій грі проти «Індіана Пейсерс» в Індіанаполісі він набрав 19 очок. Матч одержав найвищий телевізійний рейтинг серед ігор регулярного сезону НБА з 1975 року.
Хоча Джордан і пропустив півтора року, грав він на колишньому рівні — вже в четвертій грі після свого повернення, проти «Атланти Гокс», Майкл здійснює переможний кидок, а в матчі проти «Нікс» в «Медісон-сквер-гарден» 28 березня 1995 року Джордан набрав 55 очок. Посилившись Джорданом, «Буллз» вийшли в плей-офф і дійшли до півфіналу Східної конференції, де зустрілися з «Орландо Меджик». У кінці першої гри серії гравець Орландо Нік Андерсон вибив м'яч у Джордана з-за спини під час кидка, а пізніше зазначив, що той «не схожий на старого Майкла Джордана». Вже в наступній грі Джордан повернув собі старий номер (23), але, попри його 31 очко в середньому за гру в цій серії, «Орландо» виграли в шести матчах.

### Другий три-піт (1995—1998)

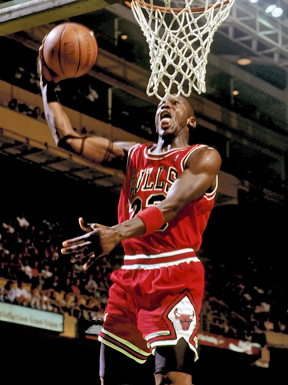
Висунутий язик — фірмовий знак Майкла Джордана. Цю звичку Майкл перейняв від свого батька Джеймса, а той успадкував від діда.

Поразка в плей-офф змусила Джордана насправжки підготуватися до сезону 1995–96. Склад «Буллз» поповнив фахівець з підбирань Денніс Родман. Від початку сезону Чикаго домінували в лізі (41:3), і завершили його найкращим результатом в історії НБА: 72:10. Джордан очолив Лігу за результативністю, набираючи в середньому 30,4 очка, виграв звання MVP регулярного сезону і Матчу всіх зірок. У плей-офф Чикаго зазнало тільки трьох поразок у чотирьох серіях, упевнено перемігши у фіналі «Сієтл Суперсонікс». Джордана вчетверте визнали MVP Фіналу. Він побив рекорд Меджика Джонсона, який мав три титули MVP фіналів. Він повторив досягнення Вілліса Ріда, який впродовж сезону 1969-70 завоював титули MVP регулярного сезону, MVP матчу усіх зірок, а також MVP фіналу НБА. Символічно, що перемогу в першому чемпіонаті після смерті батька він здобув у день батька. Джордан дуже емоційно відреагував на перемогу: він ридав стискаючи м'яч на підлозі роздягальні.
1996 року на екрани вийшов сімейний комедійний фільм «Космічний джем» про пригоди Майкла Джордана.
У сезоні 1996–97 чикагці змарнували нагоду здобути 70 перемог, програвши останні два матчі сезону, і закінчили його з показником 69:13. Цього року Джордан поступився титулом MVP регулярного сезону НБА Карлу Мелоуну. Команда знову дісталася фіналу, де зустрілася з «Ютою Джаз». Серія проти «Джаз» запам'яталася двома моментами, які належать до найбільш пам'ятних у кар'єрі Джордана. Перемогу в першій грі серії приніс м'яч, який Джордан забив у стрибку разом з сиреною. У п'ятій грі, за рахунку в серії 2:2, Джордан грав попри гарячку і зневоднення через вірусне кишкове захворювання, у зв'язку з чим матч дістав назву «грип-гра». Джордан набрав 38 очок, зокрема закинув вирішальний триочковий на останній хвилині. «Бики» перемогли з рахунком 90:88, вигравши серію в шести матчах. Уп'яте за час виступів у фіналах Джордан здобув нагороду MVP. Цього сезону Джордан не здобув нагороду MVP Матчу усіх зірок, попри те, що став першим в історії цих матчів гравцем, який зумів зробити трипл-дабл (2011 року це досягнення повторив форвард «Маямі Гіт» Леброн Джеймс, а 2012-го — Двейн Вейд).
У сезоні 1997–98 показники «Чикаго» становили 62-20. Висока результативність Джордана — 28,7 очок у середньому  за гру — забезпечила йому п'яте звання MVP регулярного сезону НБА. Майкл потрапив до складу збірної всіх зірок, першої збірної зірок захисту і взяв участь в матчі всіх зірок. Баскетболісти Чикаго третій сезон поспіль виграли фінал Східної конференції, у фінальній серії зігравши виснажливі сім матчів проти «Індіани Пейсерс» на чолі з Реджі Міллером, уперше з 1992 року, коли Джордан і Ко° зіграли серію з 7 ігор проти «Нікс». Після перемоги у фіналі конференції на Чикаго чекав матч-реванш з «Джаз» у боротьбі за титул чемпіонів НБА.
«Чикаго» повернулося до Юти на шостий матч фіналу 14 червня 1998 року, ведучи в серії з рахунком 3:2. На останніх секундах Джордан вибив м'яч з рук Карла Мелоуна і, пройшовши з дриблінгом через увесь майданчик, забив переможний кидок. Він обдурив хитрощами Браяна Рассела, так само як і рік тому, на останніх секундах першого матчу Фінальної серії 97 року між Ютою і Чикаго. Джон Стоктон спробував урятувати матч, але не забив триочковий м'яч на останній секунді. Майкл Джордан після закінчення Фіналу НБА здійняв над головою руки, показавши цього разу шість пальців — він привів свою команду до шостого чемпіонського титулу. НБА визнала цей момент найвизначнішим в історії її плей-офф. Джордана визнали MVP фіналу. Під час цієї серії він набирав у середньому 33,5 очок за гру. Цей фінал НБА досі вважають найрейтинговішою телевізійною подією, а шоста гра зібрала максимальну телеаудиторію в історії НБА.

### Друге завершення кар'єри

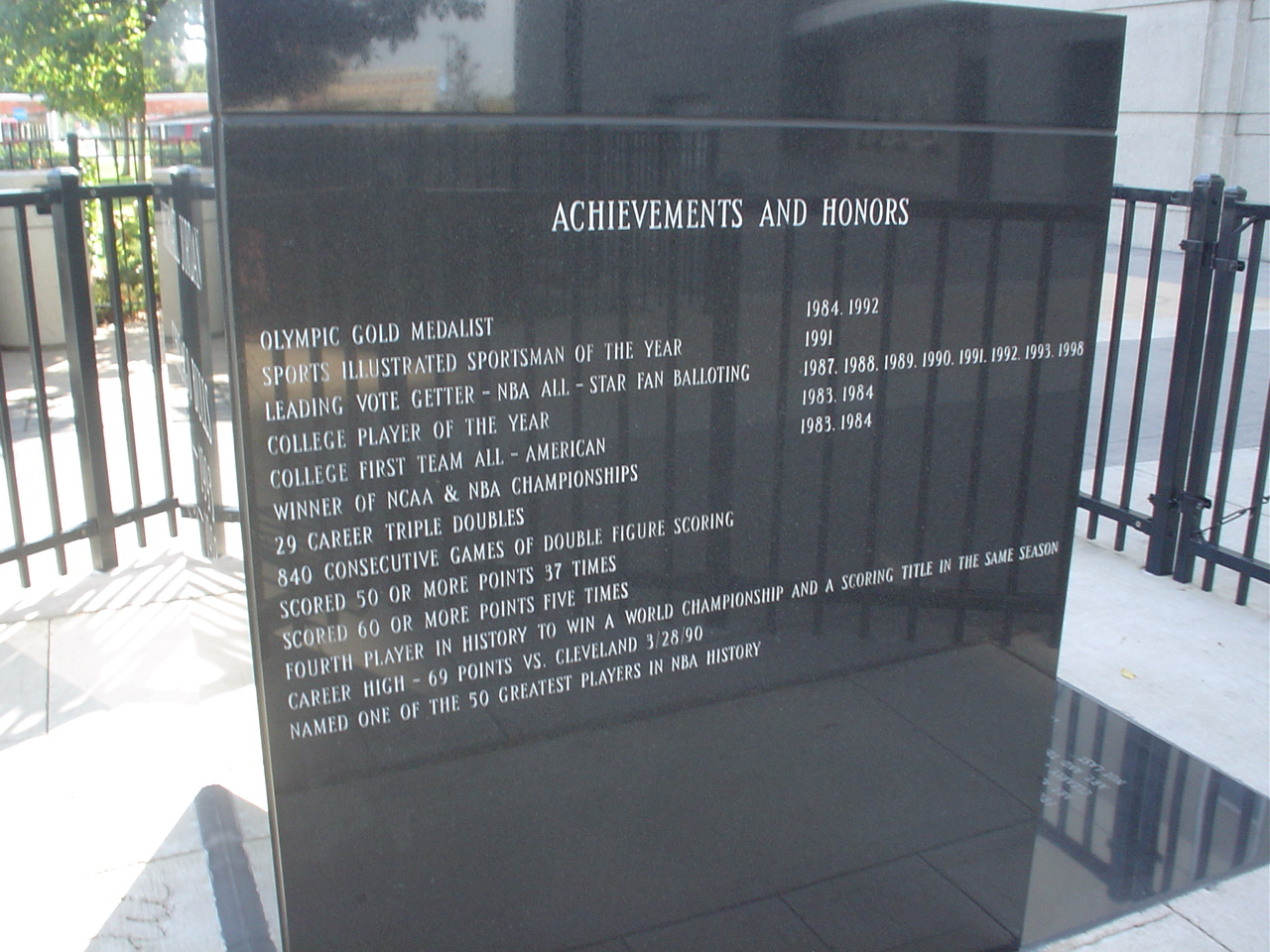
Дошка з досягненнями Майкла Джордана в United Center.

Перед початком наступного сезону склад «Чикаго» зазнав значних змін: закінчився договір з Філом Джексоном, раніше в сезоні Скотті Піппен заявив про бажання змінити команду, а Денніс Родман підписав контракт з «Лос-Анджелес Лейкерс» як вільний агент. Лігу паралізував локаут гравців НБА. За цих обставин, 13 січня 1999 року Джордан вдруге завершив кар'єру гравця. 19 січня 2000 року Джордан повернувся в НБА, але вже не як гравець, а як співвласник і генеральний менеджер з баскетбольних операцій клубу «Вашингтон Візардс». Раніше він намагався стати співвласником «Шарлотт Горнетс» як повноправний партнер засновника команди Джорджа Шинна. Проте переговори зайшли у безвихідь, коли Шинн відмовився віддати Джордану повний контроль над баскетбольними операціями.
Обов'язки Джордана у Вашингтоні були всеосяжними. Він контролював усі аспекти діяльності «Чарівників» з баскетболу, його слово було останнім при вирішенні всіх кадрових питань. Лунали різні думки щодо компетентності Джордана. З одного боку, він зумів понизити витрати команди на зарплати гравців, позбувшись декількох високооплачуваних непопулярних баскетболістів (як-от нападник Джуван Говард і розігрувальник Род Стрікленд), але водночас скориставшись правом першого вибору на Драфті 2001 року, він вибрав школяра Кваме Брауна, який не виправдав очікування і був обміняний після чотирьох сезонів.
Попри твердження у січні 1999 року, що він на «99,9 певен», що ніколи не гратиме, влітку 2001 року Джордан висловив зацікавленість знову повернутися до НБА, але цього разу з новою командою. Натхненний поверненням в НХЛ свого друга Маріо Лем'є попередньої зими, Джордан більшу частину весни і літа 2001 року наполегливо тренувався. Майкл провів декілька закритих тренувальних зборів за участю гравців НБА в Чикаго. Крім того, Джордан призначив на пост головного тренера «Вашингтон Візардс» свого старого тренера з «Чикаго Буллз» Даґа Коллінза. На думку багатьох, це призначення було передвістям повернення Джордана.

### Вашингтонське пришестя (2001—2003)
25 вересня 2001 року Джордан оголосив про повернення в професійний спорт, повідомивши про намір пожертвувати свою зарплату гравця на допомогу жертвам терористичних актів 11 вересня 2001. Сезон 2001/02 видався невдалим для команди, оскільки більшість гравців отримали травми, Джордан став лідером за результативністю (22,9), передачами (5,2) і перехопленнями (1,42). Проте сезон для Джордана завершився разом з травмою правого коліна після 60 ігор, менше ігор він зіграв лише в першому сезоні після свого першого повернення (1994/95).
Джордан зіграв в 14-му для себе Матчі усіх зірок 2003 року, обійшовши Карім Абдул-Джаббара за кількістю набраних очок у Матчах усіх зірок. Цього сезону Джордан був єдиним гравцем Вашингтона, що зіграв у всіх 82 іграх, зокрема 67 ігор починав у стартовій п'ятірці. В середньому за гру він набирав 20,0 очок, робив 6,1 підбирань, 3,8 результативних передач і 1,5 перехоплення. Крім того, він влучав 45 відсотків кидків з гри і 82 з лінії штрафного кидка. По 20 і більше очок Джордан набирав 42 рази, 30 або більше очок — дев'ять разів, а 40 або більше очок — тричі. 21 лютого 2003 року Джордан став першим 40-річним гравцем в історії НБА, який набрав 43 очки за матч. Під час його виступів за «Візардс» квитки на всі домашні ігри в MCI Center були розпродані, і телевізійні трансляції матчів Вашингтону посідали друге місце в НБА. Удома відвідуваність становила в середньому 20 172 уболівальників, а на виїзді — 19 311. Попри це, в жодному з останніх двох сезонів у своїй кар'єрі Джордан не привів «Чарівників» до плей-офф, кілька разів він відкрито критикував своїх товаришів по команді в ЗМІ, вказуючи на відсутність цілеспрямованості і самовіддачі, зокрема, вказував на першого номера Драфту 2001 року Кваме Брауна.
Сезон 2002/03 став останнім у кар'єрі Джордана. Після останньої гри на паркеті в Чикаго (його старому домашньому), Джордана проводжали чотирихвилинною овацією стоячи. 11 квітня 2003 року «Маямі Гіт» вивели з обігу майку з номером 23, хоча Джордан ніколи не грав за цю команду. Місце в стартовій п'ятірці Матчу усіх зірок 2003 року Джордану запропонували Трейсі Макгрейді і Аллен Айверсон, але він відмовився. Утім, зрештою Майкл погодився вийти в стартовій п'ятірці замість Вінса Картера, який поступився своїм місцем під великим тиском громадськості.
Останній матч у своїй кар'єрі Джордан зіграв проти «Філадельфії-76». Набравши лише 13 очок, Джордан пішов на лаву за 4 хвилини і 13 секунд до кінця третьої чверті — команда програвала «Філадельфії-76» з рахунком 75:56. Відразу після початку четвертої чверті вболівальники у First Union Center почали скандувати «Ми хочемо Майкла!». Після тривалих заохочень тренера Даґа Коллінза Джордан, нарешті, підійнявся з лави і знову увійшов до гри за 02:35 до закінчення матчу, замінивши Ларрі Г'юза. За 01:45 до закінчення, на Джордані умисне порушив правила Ерік Сноу, щоб дозволити Майклові пробити штрафні (обидва закинув). Після другого кидка Боббі Сіммонс, своєю чергою, зумисне зупинив з порушенням новачка Джона Селмонса для того, щоб Джордан зміг повернутися на лаву. Джордана проводжали овацією стоячи впродовж трьох хвилин товариші по команді, супротивники і 21 257 уболівальників.

### Характеристика гравця
Джордан грав на позиції атакувального захисника і був головним фахівцем команди з гри в нападі (як в Чикаго, так і в Вашингтоні). Лідер НБА з кількості очок, набраних у середньому за гру впродовж регулярного чемпіонату (30,12 очок за гру) і плей-офф (33,4 очок за гру). Його стрибучість, продемонстрована на конкурсі кидків згори, коли він забив із лінії штрафного кидка, принесла йому прізвисько «Air Jordan» і «Його Повітряність». Він також набув репутації одного з найкращих захисників у баскетболі, роблячи в середньому за гру впродовж усієї кар'єри 6,2 підбирань, 0,8 блокшотів і 2,4 перехоплення. Джордан — найуніверсальніший захисник з чудовим баскетбольним інтелектом, він прекрасно умів кидати по кільцю, робити передачі, грати під щитом, допомагати обороні. Мав неповторний «вибуховий» стиль гри, зумовлений високою стартовою швидкістю й умінням змінювати в потрібний момент темп гри на швидкості. Крім того, Джордана вирізняв високий рівень самовіддачі — у відповідальних матчах йому практично завжди довіряли право вирішального кидка. На вдачу, під час ігор НБА, Джордан завжди вдягав шорти Університету Північної Кароліни під формою «Чикаго Буллз».
Джордан був помірно високий (198 см) і бездоганно складений — широкі плечі, тонка талія і мінімум жиру. Окрім унікальних фізичних даних, Майкл мав нестримне прагнення до вдосконалення своєї гри, спортивний азарт, пристрасть до перемоги.
У спілкуванні з людьми Майкл завжди простий, доброзичливий, тактовний. Джордан іноді виявляв нетерплячість стосовно товаришів по команді, Люка Лонглі і Тоні Кукоча він недолюблював і нерідко відпускав в їх адресу в'їдливі репліки, оскільки вважав, що ці два гравці не завжди виправдовували покладені на них сподівання.

## Статистика в НБА за кар'єру
Щоб побачити повну статистику Джордана, див. список досягнень Майкла Джордана за кар'єру
| † | Позначає сезони в яких Джордан виграв звання чемпіона НБА |
|   | Лідер ліги                                                |

Джерело:

### Регулярний сезон
| Сезон            | Команда           | GP   | GS   | MPG  | FG%  | 3P%  | FT%  | RPG | APG | SPG | BPG | PPG  |
| ---------------- | ----------------- | ---- | ---- | ---- | ---- | ---- | ---- | --- | --- | --- | --- | ---- |
| 1984–85          | Чикаго Буллз      | 82   | 82   | 38.3 | .515 | .173 | .845 | 6.5 | 5.9 | 2.4 | .8  | 28.2 |
| 1985–86          | Чикаго Буллз      | 18   | 7    | 25.1 | .457 | .167 | .840 | 3.6 | 2.9 | 2.1 | 1.2 | 22.7 |
| 1986–87          | Чикаго Буллз      | 82   | 82   | 40.0 | .482 | .182 | .857 | 5.2 | 4.6 | 2.9 | 1.5 | 37.1 |
| 1987–88          | Чикаго Буллз      | 82   | 82   | 40.4 | .535 | .132 | .841 | 5.5 | 5.9 | 3.2 | 1.6 | 35.0 |
| 1988–89          | Чикаго Буллз      | 81   | 81   | 40.2 | .538 | .276 | .850 | 8.0 | 8.0 | 2.9 | .8  | 32.5 |
| 1989–90          | Чикаго Буллз      | 82   | 82   | 39.0 | .526 | .376 | .848 | 6.9 | 6.3 | 2.8 | .7  | 33.6 |
| 1990–91†         | Чикаго Буллз      | 82   | 82   | 37.0 | .539 | .312 | .851 | 6.0 | 5.5 | 2.7 | 1.0 | 31.5 |
| 1991–92†         | Чикаго Буллз      | 80   | 80   | 38.8 | .519 | .270 | .832 | 6.4 | 6.1 | 2.3 | .9  | 30.1 |
| 1992–93†         | Чикаго Буллз      | 78   | 78   | 39.3 | .495 | .352 | .837 | 6.7 | 5.5 | 2.8 | .8  | 32.6 |
| 1994–95          | Чикаго Буллз      | 17   | 17   | 39.3 | .411 | .500 | .801 | 6.9 | 5.3 | 1.8 | .8  | 26.9 |
| 1995–96†         | Чикаго Буллз      | 82   | 82   | 37.7 | .495 | .427 | .834 | 6.6 | 4.3 | 2.2 | .5  | 30.4 |
| 1996–97†         | Чикаго Буллз      | 82   | 82   | 37.9 | .486 | .374 | .833 | 5.9 | 4.3 | 1.7 | .5  | 29.6 |
| 1997–98†         | Чикаго Буллз      | 82   | 82   | 38.8 | .465 | .238 | .784 | 5.8 | 3.5 | 1.7 | .5  | 28.7 |
| 2001–02          | Вашингтон Візардс | 60   | 53   | 34.9 | .416 | .189 | .790 | 5.7 | 5.2 | 1.4 | .4  | 22.9 |
| 2002–03          | Вашингтон Візардс | 82   | 67   | 37.0 | .445 | .291 | .821 | 6.1 | 3.8 | 1.5 | .5  | 20.0 |
| Кар'єра          |                   | 1072 | 1039 | 38.3 | .497 | .327 | .835 | 6.2 | 5.3 | 2.3 | .8  | 30.1 |
| Матчі всіх зірок |                   | 13   | 13   | 29.4 | .472 | .273 | .750 | 4.7 | 4.2 | 2.8 | .5  | 20.2 |

### Плей-оф
| Сезон      | Команда      | GP  | GS  | MPG  | FG%  | 3P%   | FT%  | RPG | APG | SPG | BPG | PPG  |
| ---------- | ------------ | --- | --- | ---- | ---- | ----- | ---- | --- | --- | --- | --- | ---- |
| 1985       | Чикаго Буллз | 4   | 4   | 42.8 | .436 | .125  | .828 | 5.8 | 8.5 | 2.8 | 1.0 | 29.3 |
| 1986       | Чикаго Буллз | 3   | 3   | 45.0 | .505 | 1.000 | .872 | 6.3 | 5.7 | 2.3 | 1.3 | 43.7 |
| 1987       | Чикаго Буллз | 3   | 3   | 42.7 | .417 | .400  | .897 | 7.0 | 4.7 | 2.4 | 1.1 | 36.3 |
| 1988       | Чикаго Буллз | 10  | 10  | 42.7 | .531 | .333  | .869 | 7.1 | 7.6 | 2.5 | .8  | 34.8 |
| 1989       | Чикаго Буллз | 17  | 17  | 41.8 | .510 | .236  | .799 | 7.0 | 7.6 | 1.7 | 1.8 | 29.1 |
| 1990       | Чикаго Буллз | 16  | 16  | 42.1 | .514 | .320  | .836 | 7.2 | 6.8 | 2.8 | .9  | 36.7 |
| 1991†      | Чикаго Буллз | 17  | 17  | 40.5 | .524 | .385  | .845 | 6.4 | 8.4 | 2.4 | 1.4 | 31.1 |
| 1992†      | Чикаго Буллз | 22  | 22  | 41.8 | .499 | .386  | .857 | 6.2 | 5.8 | 2.0 | .7  | 34.5 |
| 1993†      | Чикаго Буллз | 19  | 19  | 41.2 | .475 | .389  | .805 | 6.7 | 6.0 | 2.1 | .9  | 35.1 |
| 1995       | Чикаго Буллз | 10  | 10  | 42.0 | .484 | .367  | .810 | 6.5 | 4.5 | 2.3 | 1.4 | 31.5 |
| 1996†      | Чикаго Буллз | 18  | 18  | 40.7 | .459 | .403  | .818 | 4.9 | 4.1 | 1.8 | .3  | 30.7 |
| 1997†      | Чикаго Буллз | 19  | 19  | 42.3 | .456 | .194  | .831 | 7.9 | 4.8 | 1.6 | .9  | 31.1 |
| 1998†      | Чикаго Буллз | 21  | 21  | 41.5 | .462 | .302  | .812 | 5.1 | 3.5 | 1.5 | .6  | 32.4 |
| За кар'єру |              | 179 | 179 | 41.8 | .487 | .332  | .828 | 6.4 | 5.7 | 2.1 | .8  | 33.4 |

### Після завершення спортивної кар'єри

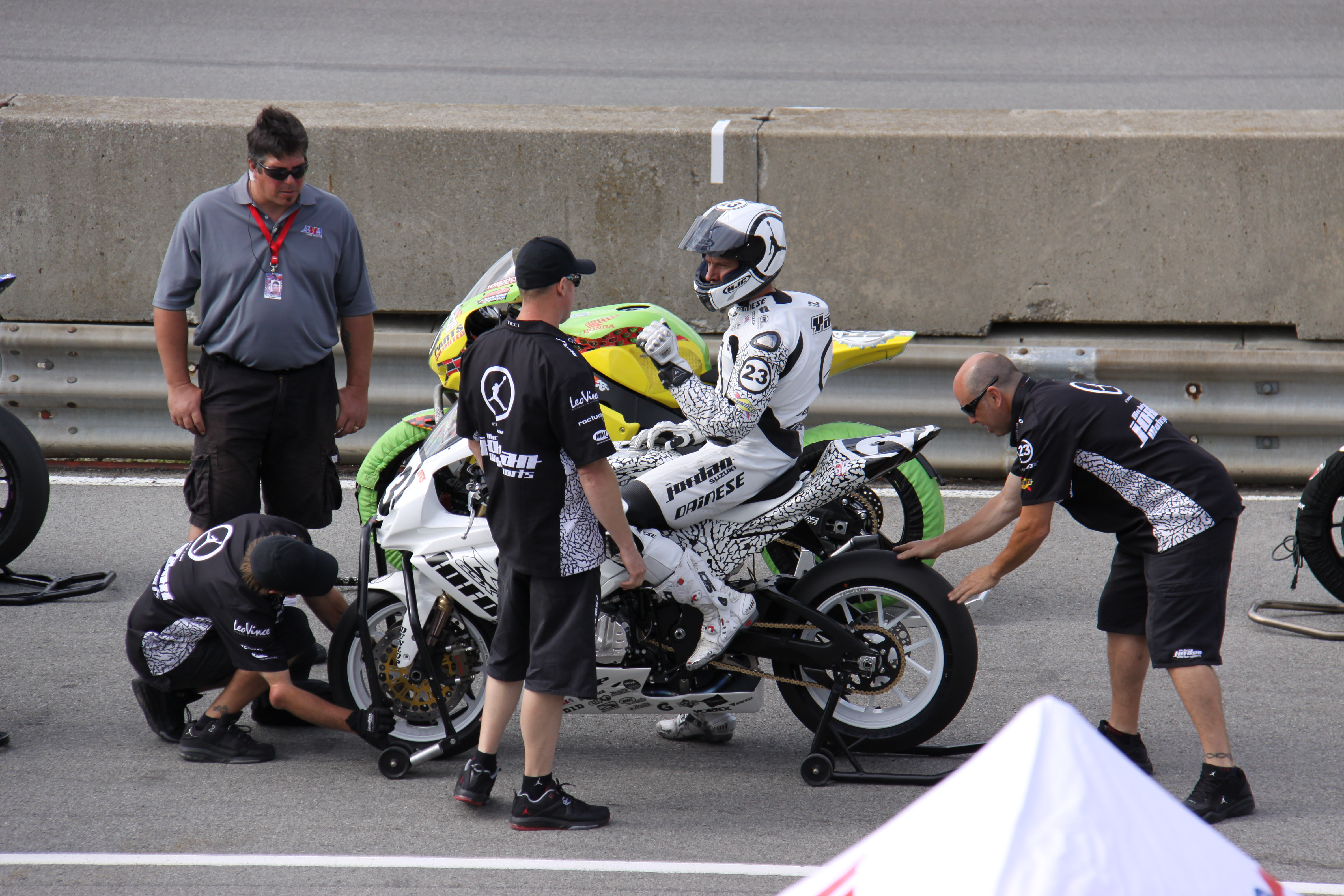
Майкл Джордан, власник команди «Майкл Джордан Моторспортс»

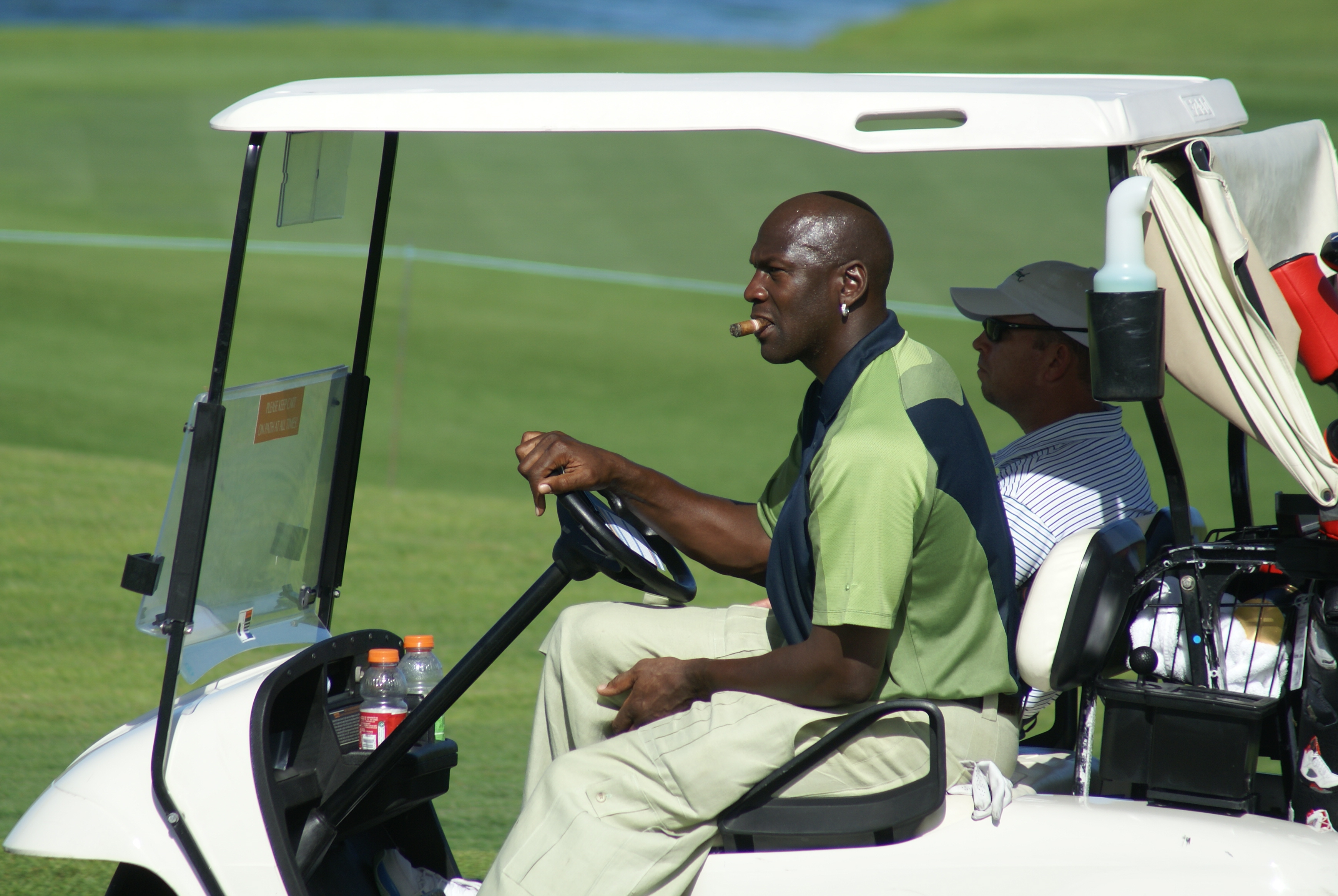
Джордан на полі для гольфу, 2007

Після третього завершення кар'єри Джордан збирався повернутися на свою попередню посаду директора з баскетбольних операцій у «Візардс». Проте, 7 травня 2003 року, власник команди Абе Поллін звільнив Джордана з цієї посади. Джордан згодом твердив, що почувався зрадженим і якби знав, що його звільнять, то ніколи не став би грати за «Візардс».
Впродовж подальших років Джордан підтримував форму, граючи у благодійних турнірах з гольфу для знаменитостей, проводив час зі своєю сім'єю в Чикаго. Майкл просував свою марку одягу Jordan, а також захопився мотоспортом. 2004 року Джордан став власником професійної команди «Майкл Джордан Моторспортс», яка бере участь двома мотоциклами Suzuki в перегонах преміум-класу Superbike під егідою Американської асоціації мотоциклістів (АМА). 2006 року Джордан і його дружина Хуаніта пожертвували 5 млн доларів францисканській середній школі Гейлс у Чикаго. 15 червня 2006 року Джордан придбав міноритарну долю команди «Шарлотт Бобкетс», ставши другим акціонером команди після її власника Роберта Л. Джонсона. За умовами угоди, Джордан став президентом команди з баскетбольних операцій. Джордан наполіг на тому, щоб не брати участь у маркетингових кампаніях клубу.
Джонсон виставив команду на продаж влітку 2009 року, і відразу ж пішли чутки про те, що Джордан прагнутиме викупити клуб. У лютому 2010 Джордан підтвердив свої наміри викупити акції команди. Основними претендентами на купівлю команди стали Джордан і колишній президент «Х'юстон Рокетс» Джордж Постолос. 27 лютого Джонсон досяг домовленості з Джорданом і його партнерами щодо умов продажу «Шарлотт Бобкетс», а 17 березня Рада керівників НБА одноголосно схвалила угоду. Таким чином, Джордан став першим колишнім гравцем який є власником контрольного пакету акцій клубу Ліги.
Джордана не вважають талановитим управлінцем: його трансферна політика і використання драфт-піків викликають купу нарікань. Наприклад, на посту менеджера з баскетбольних операцій «Вашингтон Візардс» Джордан на драфті 2001 року під загальним першим номером вибрав Кваме Брауна перед такими баскетболістами, як Пау Газоль, Джо Джонсон і Тоні Паркер. А на Драфті 2006 року Джордан, вже як менеджер «Шарлотт Бобкетс», під третім номером вибрав Адама Моррісона перед такими гравцями, як Брендон Рой, Руді Гей або Реджон Рондо.
За нового власника «Шарлотт Бобкетс» здобули перемогу лише в 57 зі 140 матчів. Найкращим досягненням команди залишається вихід до плей-офф у сезоні 2009–10. 26 квітня 2012 року «Бобкетс», програвши останній матч сезону 2011–12 «Нью-Йорк Нікс» з рахунком 84:104, встановили антирекорд НБА за кількістю здобутих перемог в сезоні (всього 7) — 10,6 усіх матчів. Подібний показник — найгірше співвідношення перемог і поразок за всю 65-річну історію ліги. Отож, нині[коли?] Майкл Джордан є володарем найгіршої команди в історії НБА.
У серпні 2020 року Джордан став радником правління компанії DraftKings, що займається азартними іграми в сфері фентезі-спорту і онлайн-казино. Джордана було включено до ради директорів на правах спеціального радника, натомість він отримав пакет акцій компанії, ставши її співвласником. Новина про призначення Джордана викликала різке зростання акцій компанії.

## Спадщина
Згідно з дослідженнями, опублікованими в статті під назвою «Ефект Джордана» в журналі Fortune, економічний вплив бренду під назвою «Майкл Джордан» за оцінками становить 8 млрд доларів.
| “               | Є Майкл Джордан, а потім інші усі ми. | ” |
| —Меджик Джонсон |                                       |   |

Наприкінці 1993 року, коли Джордан вперше оголосив про завершення кар'єри, власник «Чикаго Буллз» Джері Райнсдорф вирішив встановити скульптуру на його честь при вході на новий стадіон «Юнайтед-центр». Над створенням пам'ятника працювало творче подружжя Джулі і Омрі Ротблатт-Амрані. Скульптуру вирішили зробити динамічною і зафіксувати Майкла в грі: Джордан ширяє над абстрактним силуетом своїх супротивників, готуючись здійснити свій фірмовий кидок згори. Статую встановлено 31 жовтня і представлено 1 листопада 1994 року. Баскетболіста виготовили з бронзи, а для постаменту використали чорний граніт, загальна висота — п'ять метрів. Пам'ятник на честь Майкла Джордана нині є однією з пам'яток Чикаго.
11 вересня 2009 року Майкла Джордана, прославлених гравців Девіда Робінсона і Джона Стоктона, а також головного тренера «Юти Джаз» Джері Слоуна обрано до Зали баскетбольної слави. На прес-конференції, присвяченій оголошенню нових членів Зали, легендарний захисник «Чикаго Буллз» заявив, що засмучений тим, що увійшов до їх списку так рано:
|  | Мені не подобається те, що буду введений до Зали слави вже зараз, адже це означає, що завершилась баскетбольна кар'єра. Сподівався, що цей день настане років через 20 або вже після моєї смерті. Так, це велике досягнення і велика честь для мене. Але хочу, щоб ви завжди думали, що я можу повернутися у баскетбол. Адже доки ця думка залишається, ніхто не знає, що станеться і на що я здатен. |

## Особисте життя
Джордан є четвертим з п'яти дітей у сім'ї. У нього два старші брати, Ларі Джордан і Джеймс Р. Джордан-молодший, одна старша сестра, Делоріс, і молодша сестра, Рослін. Брат Джордана Джеймс вийшов у відставку 2006 року в чині команд-сержант-майора 35-ї бригади XVIII повітряно-десантного корпусу армії США. У вересні 1989 року Майкл одружився з Хуанітою Ваной (англ. Juanita Vanoy) і має троє дітей: двох синів, Джеффрі (1988 року народження) і Маркуса (1990), а також дочку Жасмін (1992).
1991 року Джордан придбав маєток в Гайленд-парку, штат Іллінойс (37 км від Чикаго), площею близько 3,5 гектарів, де побудував маєток площею приблизно 17 тисяч квадратних метрів. Будинок має 9 спалень, 15 ванних кімнат, 5 камінів, відкритий тенісний корт, поле для гольфу, ставок, басейн, 3 окремі гаражі з клімат-контролем на 15 машин. З середини 1990-х років Джордан з дружиною і трьома дітьми жив у цьому маєтку. 2001 року на його території побудовано баскетбольний комплекс, на воротах маєтку красується номер «23». Хуаніта Джордан подала на розлучення 4 січня 2002 року, пославшись на непримиренні відмінності, але невдовзі помирилася з чоловіком.
21 липня 2006 року суд штату Іллінойс ухвалив рішення, що Джордан не зобов'язаний виплачувати компенсацію 5 мільйонів доларів колишній таємній коханці Карлі Кнафел (англ. Karla Knafel). Джордан заплатив Кнафел 250 тис. $ за збереження їхніх стосунків у таємниці. Кнафел твердила, що Джордан обіцяв їй 5 млн $ за мовчання і згоду не подавати на батьківство після того, як 1991 року вона дізналася, що вагітна. Аналіз ДНК показав, що Джордан не є батьком дитини.
29 грудня 2006 року Джордани знову подали на розлучення і розірвали шлюб, заявивши, що рішення вони прийняли «взаємно і дружно». Хуаніта отримала $ 168 млн відступних, що зробило це розлучення найбільшим на той час за розміром відступних серед публічних персон. Напередодні Різдва 2011 року 48-річний Джордан зробив пропозицію 32-річній кубинській моделі Іветт Прієто, з якою зустрічався близько трьох років. Незабаром пара оголосила про заручини. 27 квітня 2013 року на Джупітер-Айленді, штат Флорида, відбулася церемонія одруження.
2012 року маєток в Гайленд-парку виставлено на продаж за 29 млн доларів, що стало рекордною ціною для нерухомості в Чикаго. Наприкінці 2012 року стало відомо про купівлю Джорданом маєтку у Флориді, на Джупітер-Айленді — острові, де розташовані будинки таких знаменитостей, як гольфісти Тайгер Вудс, Гарі Плейєр і Нік Прайс, співаки Алан Джексон і Селін Діон та інші. Купівля ділянки площею 1,2 га і спорудження маєтку площею 2,6 тис. кв. м. обійдеться Джордану в 12,4 млн доларів. Як пристрасний любитель сигар Майкл має намір відкрити у своєму маєтку кінотеатр для курців, чим викликає роздратування влади Флориди, що давно бореться з палінням на території штату.

### Діти
Обидва сини Джордана вчилися в академії Лойола, приватній римсько-католицькій школі, розташованій у Вілметті (англ. Wilmette), штат Іллінойс. 2007 року Джеффрі закінчив школу і зіграв свою першу гру за Університет Іллінойса 11 листопада 2007 року. 2009 року, після двох сезонів, Джеффрі покинув команду Іллінойса з баскетболу, але пізніше знову приєднався до неї. Маркус перевівся в середню школу Уїтні Янг після другого курсу і закінчив її 2009 року. Його шкільна команда «Чикаго Уїтні Янг» стала чемпіоном штату Іллінойс. У фінальній грі проти «Уокіган» Маркус став найрезультативнішим гравцем, набравши 19 очок, а також реалізувавши 4 з 4 штрафних кидків за останні 3 хвилини зустрічі.
11 лютого 2014 року дружина Джордана народила дівчаток-близнюків, яких назвали Ізабель і Вікторія.

## Нагороди і досягнення

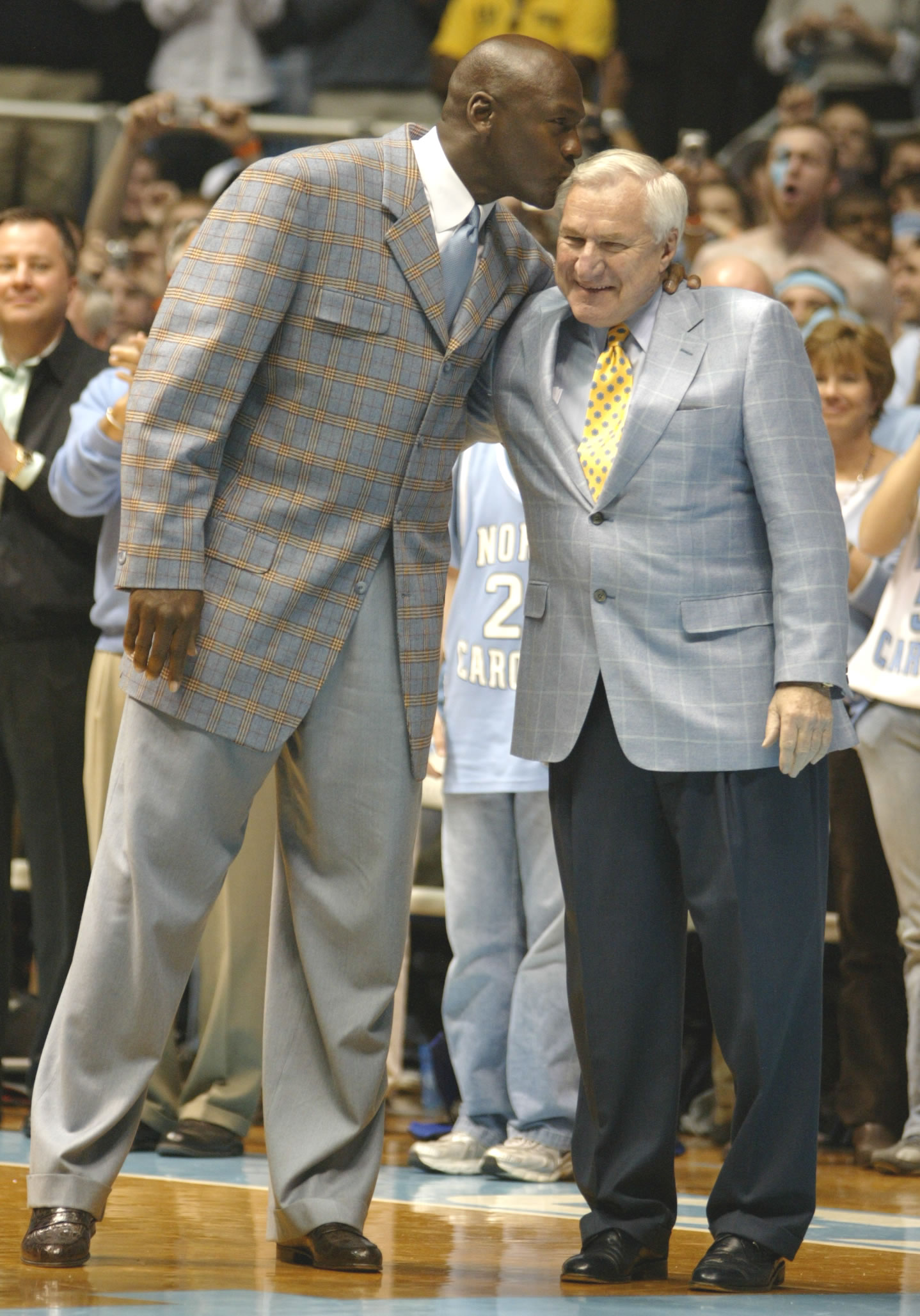
Майкл Джордан і Дін Сміт на матчі вшановування чемпіонів NCAA 1957 і 1982 років в Університеті Північної Кароліни

Майкла Джордана п'ять разів визнавали найціннішим гравцем Національної баскетбольної асоціації (1988, 1991, 1992, 1996, 1998), шість разів — найціннішим гравцем фіналів НБА (1991—1993, 1996—1998). Він шестиразовий чемпіон НБА (1991—1993, 1996—1998), дворазовий олімпійський чемпіон (1984, 1992), чотирнадцять разів брав участь в Матчах всіх зірок Національної баскетбольної асоціації (1985—1993, 1996—1998, 2002—2003), тричі визнавався найкориснішим гравцем Матчу всіх зірок Національної баскетбольної асоціації (1988, 1996, 1998), тричі обирався на конкурс з кидків згори (Slam Dunk Contest), дворазовий чемпіон конкурсу з кидків згори (1987, 1988). Окрім нього тільки Лебронові Джеймсу вдавалося в одному сезоні стати олімпійським чемпіоном, чемпіоном НБА і найціннішим гравцем регулярного сезону. Лідер НБА за кількістю очок, набраних в середньому за гру впродовж регулярного чемпіонату (30,12 очок за гру) і плей-офф (33,4 очок за гру). 1999 року названий найвидатнішим північноамериканським спортсменом XX століття за версією ESPN, був другим після Бейба Рута (англ. Babe Ruth) в списку спортсменів століття за версією Associated Press. Майкл Джордан є одним із трьох американських баскетболістів, що завоювали олімпійське золото і як аматор (1984 року, лідер збірної за результативністю, 17,1 очка в середньому за гру), і як професіонал (1992 року, у складі Дрім Тім). За час своїх виступів в Чикаго Майкл встановив близько 200 клубних рекордів, брав участь в 92 з 100 найрезультативніших ігор в історії клубу. Серед його численних титулів і досягнень:
- Член Баскетбольної зали слави з 2009 року
- 2-разовий Олімпійський чемпіон — 1984, 1992
- 6-разовий чемпіон НБА: 1991, 1992, 1993, 1996, 1997, 1998
- 6-разовий MVP фіналу НБА: 1991, 1992, 1993, 1996, 1997, 1998
- 5-разовий MVP регулярного сезону НБА: 1988, 1991, 1992, 1996, 1998
- 7-разовий MVP за версією журналу Sporting News
- 10-разовий лідер регулярного сезону НБА з кількості набраних очок
- 3-разовий лідер регулярного сезону НБА з перехоплень
- 14-разовий учасник матчу усіх зірок НБА
- 3-разовий MVP Матчу усіх зірок НБА: 1988, 1996, 1998
- 2-разовий Переможець конкурсу з кидків згори: 1987, 1988
- 10 разів включений в 1-у збірну всіх зірок НБА: 1987, 1988, 1989, 1990, 1991, 1992, 1993, 1996, 1997, 1998
- 1 раз включений в 2-у збірну всіх зірок НБА: 1985
- 9 разів включений в 1-узбірну зірок захисту НБА
- Найкращий захисний гравець НБА: 1988
- 16-разовий найкращий гравець місяця НБА
- 25-разовий гравець тижня НБА
- Новачок року НБА: 1984
- Включений в 1-шу збірну новачків НБА: 1985
- 3-разовий новачок місяця НБА
- Новачок року конференції Атлантичного узбережжя (ACC, англ. Atlantic Coast Conference): 1982
- 2-рази включений в першу збірну зірок NCAA: 1983, 1984
- Гравець року конференції Атлантичного узбережжя ACC[en] (коледж): 1984
- Оскар Робертсон Трофі (гравець року, коледж): 1984
- Приз Нейсміта найкращому гравцеві року серед студентів: 1984
- (Трофі Джона Вудена[en]): 1984
- Приз імені Адольфа Раппа: 1984
- Спортсмен року[en] за версією журналу Sports Illustrated: 1991
- Включений в список 50 найвидатніших гравців в історії НБА: 1996
- Названий № 1 серед 50 найвидатніших гравців усіх часів за версією журналу SLAM Magazine's
- Названий № 1 за версією спортивного каналу ESPN серед 100 найбільших атлетів XX століття.